# Hranice, Přerov
Hranice là một thị trấn thuộc huyện Přerov, vùng Olomoucký, Cộng hòa Séc.